# Interessenpartei
Eine Interessenpartei oder Klientelpartei (ähnlich bei Max Weber: Patronagepartei) ist eine politische Partei, deren Programm sich auf die Vertretung einzelner – vor allem wirtschaftlicher – Interessen ihrer Anhänger beschränkt. Sie kann zum einen von der Volkspartei unterschieden werden, in der unterschiedliche soziale Schichten und Berufsgruppen repräsentiert sind. Zum anderen wird auch unterschieden zwischen Klientelpartei und Programmpartei, bei der die ideologische Ausrichtung identitätsstiftend ist.
Im politischen System der Bundesrepublik Deutschland spielten Interessenparteien in der Anfangszeit eine gewisse Rolle (Bund der Heimatvertriebenen – BHE). Neben der Familienpartei existieren auch andere, bisher kaum bedeutende Gruppierungen. Zu einiger Berühmtheit gelangten die Grauen Panther, eine Interessenpartei von Rentnern, die allerdings 2008 formal aufgelöst wurde und in zwei kleinere Gruppierungen zerfiel, nachdem die Aufdeckung jahrelanger Betrügereien durch die Geschäftsführung der Partei und die folgenden Rückzahlungsforderungen diese in den Bankrott getrieben hatten. Gleichzeitig gründeten sich mehrere neue Interessenparteien von Senioren, die teilweise über mehrere tausend Mitglieder verfügen (z. B. die RRP), bei Wahlen allerdings bisher über Ergebnisse im Bereich von unter einem Prozent nicht hinausgekommen sind.
Während die Unionsparteien seit den 1950er Jahren als Volksparteien auftreten, hat die SPD (von 1890) sich in den 1960er und 70er Jahren von einer Interessenpartei der Arbeiterschaft und kleinen Angestellten zu einer Volkspartei entwickelt. Die FDP wird als „ausgeprägte mittelständische Interessenpartei“ oder gar als „Klientelpartei“ angesehen, eine Tendenz, die sich seit dem Ende der sozial-liberalen Koalition noch verstärkt habe. Insbesondere die Interessen von organisierter Ärzteschaft und Apothekern sowie Immobilienmaklern seien seither von der FDP vertreten worden. Dagegen werden die Grünen in der Regel vor allem als Themenpartei oder – zumindest anfänglich – als Programmpartei eingestuft. Die Piratenpartei Deutschland trat 2006 ausdrücklich als 'weiche Themenpartei' an.
In der Weimarer Republik erzielten die Interessenparteien zwischen 1924 und 1930 teilweise mehr als 10 % der Stimmen. Sie vertraten die Interessen des Mittelstandes (Wirtschaftspartei), der Inflationsgeschädigten (Volksrechtpartei) oder der Landwirtschaft (Landbund, Christlich-Nationale Bauern- und Landvolkpartei, Bayerischer Bauernbund). Nach 1930 verloren sie ihre Wähler zum größten Teil an die NSDAP.
In der Wahlsoziologie werden die Interessenparteien der Weimarer Republik deshalb häufig als „Zwischenwirte“ bezeichnet, die von vielen Wählern auf dem Weg von den bürgerlichen Parteien (DDP, DVP, DNVP) zur NSDAP gewählt wurden.